# Mouvements de guérillas de gauche en Iran
Plusieurs groupes du Mouvement de guérillas de gauche, en Iran cherchèrent à renverser le Shah Mohammad Reza Pahlavi par la force des armes après 1971. Les différents groupes du Mouvement avaient des différences d'orientations idéologiques, mais s'accordaient à dire que le Shah ne pouvait être renversé que par la force des armes. Les activités principales des groupes eurent lieu dans les années 1971 à 1975 et en 1978.
Bien que les dirigeants du mouvement de guérilla ne participèrent pas au sens strict du terme à la Révolution islamique, il est désormais admis que quatre groupes essentiellement marxistes et islamistes-socialistes des Guérilla, à savoir l'OGFPI, les Fedajin-e Munscheb pro-Tudeh, les Moudjahiddines du Peuple et les Moudjahiddines Marxistes (Peykar), avec leur participation aux combats de rue, du 9 au 11 février 1979, "portèrent un coup fatal au régime".

## Contexte
D'après Ervand Abrahamian, le mouvement de guérilla avait ses membres répartis en cinq groupes:
1. Les Sazman'i Moudjahidines-i Chalq-i Iran, connus comme les Moudjahiddines du peuple ;
2. Une branche de marxistes, connus comme les Moudjahiddines Marxistes ou Peykar;
3. Les Sazaman-i Tscherikha-yi Feda'i Chalq-i de l'Iran, abrégé en l'Organisation des guérillas des fedayin du peuple iranien, groupe de fedyin marxistes ;
4. De petits groupes islamistes avec une importance locale, comme les Gorueh-i, Abou Dharr (Groupe Abu Dharr) à Nahavand, Gorueh-i Shi'iyan-i Razine (Vrai Groupe Chiite) à Hamadan, Gorueh-i Allah Akbar (Groupe Allah Akbar) à Ispahan, Goreueh-i al-Fajar (Groupe Al-Fajar) à Zahedan;
5. Petits groupes marxistes, tels que les Groupes indépendants Sazman-i Azadibachschhi-i Chalscha-yi (Organisation pour la Libération du Peuple iranien) et les Gorueh-i Luristan

Les groupes de guérillas se formèrent avant tout, parce que le parti Tudeh étant fortement réprimé par l'appareil d'état, il n'y avait pas de force politique à l'extrême-gauche en Iran. Les forces de guérillas dirigés par Mao Tse Tung, le Général Vo Nguyen Giap et Che Guevara apparaissaient, en revanche, comme la réussite de l'Organisation de "la lutte politique armée." Après la réussite de cette partie de modèles historiques fut formé en Iran un large éventail de groupes de guérillas. Les Iraniens du mouvement, voulaient, selon Abrahamian, par "d'héroïques actions détruire la Terreur du Gouvernement". 

Étant donné que la population iranienne vit assez négativement le mouvement de guérilla, le succès du Mouvement fut d'abord faible. Ervand Abrahamian écrivit : 
« Dans une situation où il n'y a pas de lien étroit entre les intellectuels révolutionnaires et les masses, nous ne sommes pas comme un poisson dans l'eau, mais plutôt isolés, menacés par les piranhas  et les crocodiles. La terreur, la répression et le manque de structures démocratiques ont empêché la formation des partis de la classe ouvrière. Pour surmonter notre faiblesse et apporter au peuple les mesures nécessaires pour vivre en démocratie, nous devons passer à la lutte armée. ... »
Les membres recrutés du mouvement de guérilla étaient en majorité des personnes de la classe moyenne. Aussi, de 1971 à 1977, les guérilleros tués provenaient à plus de 90 % de l'environnement universitaire.

## Activités terroristes
Les activités du mouvement de guérilla en Iran débutèrent le 8 février 1971 lors d'une attaque contre un commissariat de police à Siahkal au bord de la Mer Caspienne. Les guérilleros assassinèrent trois policiers, pour libérer deux membres du mouvement précédemment arrêtés. Après un échange de tirs, neuf membres du mouvement de guérilla furent tués et douze autres blessés.
Entre 1973 et 1975, trois colonels américains, un général iranien, un sergent iranien, un traducteur iranien de l'ambassade des États-Unis furent tous assassinés par des membres des groupes de guérilla. En janvier 1976, 11 membres du mouvement de guérilla, auxquels on reprocha la participation à ces meurtres furent condamnés à mort et exécutés.
Après 1975, les membres du mouvement se divisèrent politiquement, alors que la répression gouvernementale se renforça :
- Les dirigeants des moudjahidines du peuple discutèrent longuement de la poursuite ou de l'arrêt de la lutte armée. On observe que l'activité terroriste diminua à partir de juin 1978.
- La direction de l'Organisation des guérillas des fedayin du peuple, l'Iran fut, après les arrestations et les exécutions de 1976 largement démantelée. L'organisation fut d'abord en mesure d'effectuer uniquement des actions mineures pour signaler à ses sympathisants politiques que le groupe existait encore. Sa force fut estimée à quelques dizaines de membres. La direction du groupe déclara que les conditions physiques nécessaires à une révolution manquaient en Iran.

Avec l'augmentation des activités de groupes islamiques en 1978, de nouveau, le nombre de membres du mouvement de guérilla augmenta. En décembre 1978, il revendiqua une demi-douzaine d'attentats terroristes et une dizaine d'attentats en janvier 1979.

## La Révolution islamique
Avec des manifestations massives en 1978, et le retour de l'opposition islamiste dirigée par Khomeini depuis l'étranger, la pression s'accrût sur les Forces de sécurité en Iran. Le nombre de membres des groupes de guérillas augmentèrent. La tâche des nouveaux guérilleros de 1978 consistait, avant tout, à assassiner des militaires et des policiers iraniens, organiser des manifestations violentes, des incendies criminels, des attaques sur les forces de sécurité, etc. Fedayin et Moudjahiddines purent, pendant toute l'année 1978, recruter un grand nombre de jeunes femmes et hommes, qui participèrent à la fois à de violents affrontements lors des manifestations comme à des actes terroristes.
La persistance des actes de violence, en 1978, laissa à la population un sentiment d'insécurité et la crainte d'une déstabilisation générale de la sécurité interne de l'Iran. La représentation des chiffres des victimes de violences était très exagérée concernant les manifestants morts, si bien qu'avec les manifestants victimes de la "brutalité des forces de sécurité", la "brutalité des groupes de guérillas" envers les forces de l'ordre fut de plus en plus négligée et, plus tard, complètement obnubilée. 
Après la Révolution islamique, les Moudjahidines du Peuple furent persécutés par le nouveau régime islamique et poussés à l'exil en Irak. Les Moudjahidines combattirent ensuite dans la Guerre Iran-Irak du côté des Irakiens. Les groupes des fedayins liés au marxisme, ainsi que les moudjahidines ne disparurent pas et continuèrent leur combat contre la République islamique d'Iran encore aujourd'hui. D'autres groupes se formèrent après la Révolution islamique des restes des mouvements fedayins. Ainsi naquit en 1994, l'Union des fedayin du peuple iranien, fraction de l'Organisation des fedayin du peuple iranien (majorité).
Les groupes des fedayin liés à l'islam eurent plus de succès lors de la répartition du pouvoir par le nouveau pouvoir après la Révolution islamique. Ils formèrent le noyau des forces de sécurité de la République islamique d'Iran naissante.

## Importants groupes de guérillas iraniens
- Organisation des moudjahiddines du peuple
- Peykar
- Organisation des guérillas des fedayin du peuple iranien
- Guérilla fedayin du peuple iranien (Ashraf Dehghani)
- Organisation des fedayin (minorité)
- Union des fedayin du peuple iranien
- Komala

## Autres célèbres mouvements de guérillas en Allemagne
- Mouvement du 2 juin
- Fraction armée rouge (RAF)

## Littérature
- Ervand Abrahamian : Iran Between Two Revolutions. Princeton University Press, 1982.
- Roy Mottahedeh : The Mantle of the Prophet: Religion and Politics in Iran. One World, Oxford, 1985, 2000